# Notoproctus lineatus
Notoproctus lineatus är en ringmaskart som beskrevs av Moore 1923. Notoproctus lineatus ingår i släktet Notoproctus och familjen Maldanidae. Inga underarter finns listade i Catalogue of Life.